# Giuseppe Garibaldi (páncélos cirkáló)
A Giuseppe Garibaldi egyike volt az Olasz Királyi Haditengerészet modern páncélos cirkálóinak. Testvérhajói voltak a Varese és a Francesco Ferruccio cirkálók. A Garibaldi építését 1898-ban kezdték meg, 1901 januárjától állt aktív szolgálatba. A cirkáló Paolo Thaon di Revel tengernagy zászlóshajójaként részt vett az 1911-12-es olasz–török háború küzdelmeiben. Testvérhajójával, a Francesco Ferruccióval 1912 februárjában sikeresen ágyúzta a törökök uralta Bejrútot. Olaszország első világháborús hadba lépését követően részt vett a dalmát partok elleni hadműveletekben. 1915. július 18-án a Ragusa és Gravosa városát ágyúzó hadihajó-kötelék vezérhajójaként egy osztrák-magyar tengeralattjáró, az SM U–4 vette célba, és két torpedójával elsüllyesztette a cirkálót. A hadihajó alig három perc alatt elsüllyedt, de a környező hajók gyors mentőakciójának köszönhetően 578 fős legénységéből 525 főt sikeresen kimentettek.

## Építése, tulajdonságai
A Giuseppe Garibaldi-osztály névadó hajóját 1898 nyarán kezdték el építeni a megalkotott tervek alapján. Az elkészült hajótestet 1899. június 29-én bocsátották vízre. A Garibaldin az osztály két másik hajójához, a Varese és a Francesco Ferruccio cirkálókhoz hasonlóan a főtüzérség az előző olasz páncélosokkal szemben már egy él-, és fartoronyba került. Az éltoronyba egy 25 cm-es ikerlöveg, a fartoronyba egy 20 cm-es ikerlöveg került. A 14 darab, 15 cm-es lövegekből álló közepes tüzérség nagyobb részét a hajó oldalsó kazamatáiba építették be. AZ elkészült hajót 1901. január 1-én állították szolgálatba, a fő- és közepes tüzérségéhez tartozó 25 , 20 és 15 cm-es lövegek mellett a hajóra további 10 db 7,6 cm-es löveg, 6 db 4,7 cm-es löveg, továbbá 2 gépágyú és 4 db 450 mm-es torpedóvetőcső került.

## Pályafutása
A szolgálatba álló cirkáló részt vett 1911–12-es olasz–török háború harcaiban, mint Paolo Thaon di Revel tengernagy zászlóshajója. Testvérhajójával, a Francesco Ferruccióval 1912 februárjában sikeresen ágyúzta a törökök uralta Bejrútot, miközben több török hadihajó is elsüllyedt.
Olaszország első világháborús belépését követően a Giuseppe Garibaldi részt vett több, a dalmát tengerpartok elleni támadó hadműveletben is. Július 17-én a Garibaldi vezetésével egy nagyméretű olasz kötelék indult támadásra az osztrák-magyar partok felé. 18-án hajnalban a kötelék Raguza Vecchia elé érkezett és ágyútűzzel lőtték a vasútvonalat, a mólót és az őrházat. A támadást viszonylag rövid időt követően a hadihajók abbahagyták és déli irányba fordulva Cattaró felé indultak tovább. A Lagosta felé járőröző osztrák-magyar tengeralattjáró, az SM U–4 hajnali három óra húszkor, még a támadás megkezdése előtt észlelte a köteléket és teljes sebességgel az ellenséges hajók felé indult. Nemsokára a tengeralattjáró látta, hogy az egyik nagyméretű olasz hadihajó (a Garibaldi) kivált a kötelékből és a nyílt tenger felé fordult. Amikor a tengeralattjáró és az olasz hadihajó közötti távolság alig nyolcszáz méterre csökkent hirtelen megszólaltak a hadihajó gyorstüzelő ágyúi. A búvárnaszád parancsnoka, Rudolf Singule sorhajóhadnagy azonnal parancsot adott a torpedók indítására a tengeralattjáró jobb-, majd bal vetőcsőréből az ellenséges cirkáló felé, majd a hajó húszméteres mélységbe merült. Alig félperccel később az első torpedó sikeresen eltalálta a Garibaldi páncélos cirkálót, majd két másodperccel később a második is sikeresen becsapódott. A cirkáló alig három perc alatt elsüllyedt, 578 fős legénységéből a helyszínre siető rombolóknak köszönhetően 525 főt sikeresen kimentettek. 
A Garibaldi elsüllyedését követően olasz hadihajók a háború végéig nem hajtottak végre támadó hadműveleteket az osztrák-magyar partvidék ellen.
A torpedó nyílegyenesen siklott neki a vezérhajónak, a Giuseppe Garibaldi olasz páncélos cirkálónak és halálos sebet ütött rajta. Tizenöt perc múlva elsüllyedt az olasz cirkáló, miután a lövés oly helyen és oly pontosan találta, hogy megsemmisülése kikerülhetetlen volt. A robbanás után azonnal oldalára dült, rögtön süllyedni kezdett és nem teljes negyedóra alatt eltűnt a hullámokban.